# L'Avenir perdu
L'Avenir perdu est un album de bande dessinée illustré par Annie Goetzinger sur un scénario de Jon S. Jonsson et Andreas Knigge, paru en 1992 aux Humanoïdes associés.

## Résumé
Tim Cavallo vit à Hambourg avec son compagnon Peter. Rendu inquiet par ses parents, qui voient mal son homosexualité, il passe le test de dépistage du sida. Il découvre alors qu'il est séropositif. 
Peter le soutient, mais doit partir plusieurs mois à New York pour son travail. Avant son départ, ils passent un séjour en Crète, mais Tim tombe malade. Devant les réactions hostiles sur place, Peter le fait rapatrier en Allemagne. 
Après le départ de Peter, Tim devient déprimé, et rencontre Ulli. Celui-ci le met en contact avec une association de séropositifs. Tim y fait la connaissance de Lisa. Elle accorde une interview au magazine Stern, mais elle est harcelée et agressée par ses voisins. Elle apprend que sa fille a elle aussi contracté le virus et se suicide. 

## Commentaires
La bande dessinée a pour origine une commande d'un éditeur de Hambourg, Carlsen, autour d'un scénario écrit par un Allemand, Andreas Knigge, et un Norvégien, Jón Sveinbjørn Jónsson,. La dessinatrice installée à Barcelone retravaille le scénario pour la mise en bande dessinée. L'album paraît en Allemagne sous le titre Die verlorene Zukunft.
Annie Goetzinger a dit de cet album :

« C’est une belle histoire, très touchante, qui sonne très juste. Même si « L’Avenir perdu » tourne autour de la communauté homosexuelle masculine, on y découvre aussi un personnage féminin important, qui rééquilibre le propos. Il fallait montrer dans cet album que tout le monde peut être concerné par cette maladie. Cela n’allait pas forcément de soi à l’époque où ce livre a été fait. »

Située en Allemagne, cette bande dessinée fut l'une des premières à aborder le sujet du sida dans un cadre homosexuel, « une des premières bandes dessinées traitant avec empathie de la question du SIDA » selon ActuaBD. Pour La Croix, Annie Goetzinger « met son inspiration au service […] de la réalité sociale – le sida dans L’Avenir perdu – qu’elle exprime sans détour mais sans brutalité ».
On peut voir dans la chambre de Tim l'affiche du film Querelle de Rainer Werner Fassbinder. L'album fait aussi référence à une chanson de Prince, "Sometimes It Snows in April", à Sebastian de Steve Harley et Lee Clayton, et "Road to Nowhere" de Talking Heads. À la fin, les personnages pensent au Petit Prince d'Antoine de Saint-Exupéry.